# Trichorrhages
Trichorrhages är ett släkte av fjärilar. Trichorrhages ingår i familjen mätare.
Kladogram enligt Catalogue of Life:
| Trichorrhages | \| \| Trichorrhages pizarrena \| \| \| \| \| \| Trichorrhages umbrosa \| \| \| \| |
|               | \| \| Trichorrhages pizarrena \| \| \| \| \| \| Trichorrhages umbrosa \| \| \| \| |
|               | Trichorrhages pizarrena                                                           |
|               |                                                                                   |
|               | Trichorrhages umbrosa                                                             |
|               |                                                                                   |